# Shinobius orientalis
Espèce
Synonymes
- Cispius orientalis Yaginuma, 1967

Shinobius orientalis est une espèce d'araignées aranéomorphes de la famille des Trechaleidae.

## Distribution
Cette espèce est endémique du Japon. Elle se rencontre sur Honshū dans les préfectures d'Akita, d'Aichi, de Nagano, de Mie et de Tottori et sur Shikoku dans la préfecture d'Ehime.

## Description
La femelle holotype mesure 7,8 mm et le mâle paratype 6 mm.

## Systématique et taxinomie
Cette espèce a été décrite sous le protonyme Cispius orientalis par Yaginuma en 1967. Elle est placée dans le genre Shinobius par Yaginuma en 1991.

## Publication originale
- Yaginuma, 1967 : « Three new spiders (Argiope, Boethus and Cispius) from Japan. » Acta Arachnologica, vol. 20, p. 50-64 (texte intégral).